# شهرستان کراسنوگورسکی (اودمورتیا)
شهرستان کراسنوگورسکی (به لاتین: Krasnogorsky District) یک شهرستان در روسیه است که در اودمورتیا واقع شده‌است.